# Eiskunstlauf-Europameisterschaft 1922
Die 21. Eiskunstlauf-Europameisterschaft fand 1922 in Davos statt.

## Ergebnis

### Herren
| Platz | Sportler          | Land             |
| ----- | ----------------- | ---------------- |
| 1     | Willy Böckl       | Österreich       |
| 2     | Fritz Kachler     | Österreich       |
| 3     | Ernst Oppacher    | Österreich       |
| 4     | Werner Rittberger | Deutsches Reich  |
| 5     | Martin Stixrud    | Norwegen         |
| 6     | Sakari Ilmanen    | Finnland         |
| 7     | Gunnar Jakobsson  | Finnland         |
| 8     | Artur Vieregg     | Deutsches Reich  |
| 9     | Georges Gautschi  | Schweiz          |
| 10    | Wilhelm Czech     | Tschechoslowakei |

## Quelle
- European figure skating championships 1922–1929. Skatabase, archiviert vom Original am 28. August 2008; abgerufen am 18. Mai 2018 (englisch).